# Брезоая (Молдова)
Брезоая (рум. Brezoaia) — село в Молдові в Штефан-Водському районі. Утворює окрему комуну.
Більшість населення - українці (80%).

## Географія
Село розташоване приблизно за 25 км на захід від міста Штефан-Воде на висоті 129 метрів над рівнем моря. За 2 км на південь від села проходить молдовсько-український кордон. Через село протікає річка Сарата. Найближчі сільські населені пункти - села Семенівка та Сейць.